# Incydent platejski
Incydent platejski (znany także jako bitwa pod Platejami) – starcie zbrojne, które miało miejsce w marcu 431 p.n.e. pomiędzy wojskiem tebańskim a mieszkańcami Platejów w Beocji. Tebańczykom nie udało się zmusić Platejów do zerwania sojuszu z Atenami i przystąpienia do Związku Beockiego, Platejczycy zaś wymordowali wszystkich jeńców. 
W rezultacie zarówno Teby, jak i Plateje wystąpiły z wezwaniem do swych sojuszników o przystąpienie do wojny; obie strony oskarżały się o jej wywołanie. Tak Ateny jak i Sparta potraktowały ten incydent jako casus foederis, co zapoczątkowało II wojnę peloponeską. Szczegółowy opis tych wydarzeń pochodzi od Tukidydesa.

## Przyczyny
Położone geograficznie w Beocji Plateje pozostawały polis niezależnym od Związku Beockiego. Usytuowane na rozwidleniu szlaków wiodących z Teb do Attyki i Megary, w odległości zaledwie 70 stadiów od Teb (ok. 14 kilometrów), znajdowały się pod stałą presją z ich strony. W VI w. p.n.e. wskutek machinacji spartańskich Plateje znalazły się w ścisłym związku z Atenami. Sojusz, będący w istocie zależnością od Attyki, sprawdził się podczas wojen perskich. Pomiędzy Tebami a Platejami często dochodziło do drobnych utarczek pogranicznych.
Część mieszkańców Platejów nie była zadowolona z podległości wobec Aten. Nauklejdes, chcąc objąć realne rządy w mieście, podjął tajne rozmowy z Tebańczykami. Obiecał nocą wpuścić ich wojsko do miasta, a oni mieli wymordować jego przeciwników politycznych. Choć Teby prawdopodobnie przygotowywały się już do wojny z Attyką, formalnie wciąż trwał pokój.

## Przebieg

Mapa starożytnej Beocji (zaznaczono Teby i Plateje)

Wczesną wiosną 431 r. p.n.e. oddział złożony z ponad 300 Tebańczyków pod wodzą beotarchów Pitangelosa i Diemporosa wczesną nocą wkroczył przez nieobsadzoną wojskiem bramę do Platejów. Nauklejdes i jego zwolennicy zadbali o to, by na murach nie było straży i otworzyli bramę od wewnątrz. Jednak wbrew oczekiwaniom Nauklejdesa, Tebańczycy nie zaatakowali domów jego przeciwników politycznych. Skierowali się na agorę i wygłosiwszy odezwę, usiłowali skłonić miasto do ugodowego przejścia na ich stronę.
Zgodnie z dawnym obyczajem Plateje miały zbrojnie przystąpić do Związku Beockiego. Platejczycy podjęli pertraktacje w tej sprawie, a w ich trakcie właściwie oszacowali ilość napastników i upewnili się, że inne oddziały napastników nie czekają pod miastem. Dalej prowadząc rozmowy, skrycie zbierali siły do walki. Mimo ciemności nocnych starali się ukryć swoje ruchy, przebijając ściany domów, ustawiali na ulicach wozy, za którymi można się było skryć i przez całą noc gromadzili się i zbroili.
Gdy noc miała się ku końcowi, w strugach deszczu wypadli z domów i zaatakowali Tebańczyków. Zaatakowani zwarli szyki i odparli pierwsze ataki. Istotną rolę w rozbiciu ich defensywy odegrały kobiety i niewolnicy, którzy w deszczu zaczęli rzucać z domów kamieniami i cegłami. Tebańczycy rzucili się do ucieczki, ale nie znając miasta większość biegła ku bramie, którą przybyli. Platejczycy zdążyli już ją zamknąć, używając drzewców włóczni zamiast rygla. Uciekający tracili orientację w błocie i ciemnościach, a Platejczycy odcinali im drogi ucieczki. Niektórzy z Tebańczyków wspięli się na mur i skakali z niego, przeważnie ginąc. Niewielu udało się uzyskanym przypadkowo toporem otwarcie nieobsadzonej bramy i uratowanie się. Największy oddział, zachowujący wciąż zwartość, wpadł do bramy przylegającego do murów budynku myląc go z bramą miejską. Tam zostali zamknięci przez Platejczyków z zamiarem spalenia ich, gdyby się nie poddali. Ostatecznie wszyscy pozostali przy życiu w mieście Tebańczycy złożyli broń.

## Stracenie jeńców tebańskich

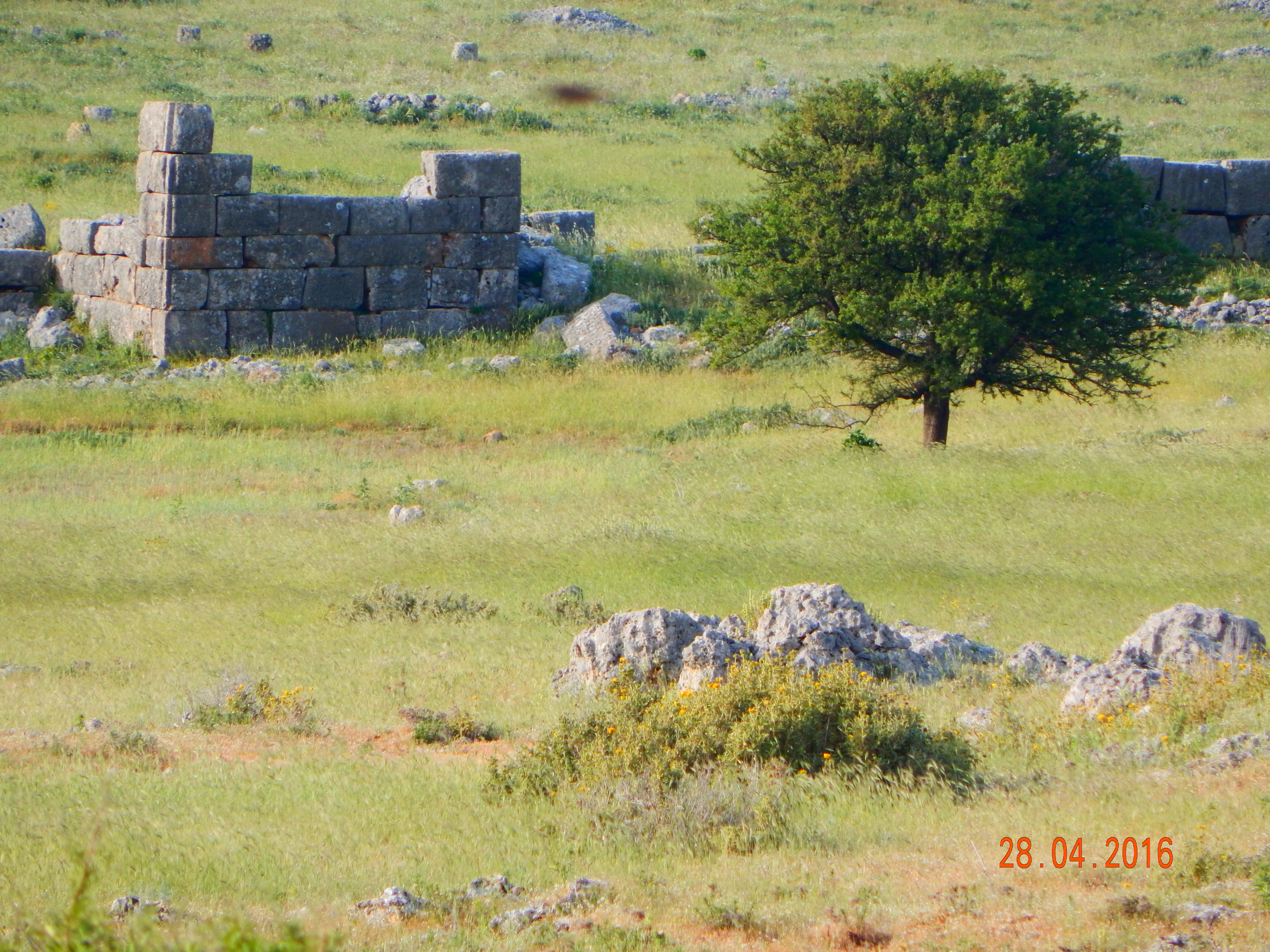
Fragmenty murów platejskich

Drugi oddział tebański znajdował się jeszcze pod rodzimym miastem z zamiarem wejścia do Platejów po przejściu ich na stronę beocką. Wyruszył w ich kierunku jeszcze tej samej, lecz wskutek deszczu wezbrała rzeka Asopos i utrudniła im marsz. Gdy przybyli, poprzedni oddział już złożył broń, zatem nie było szans na pomoc w walce lub szturmowanie miasta. Zamierzali więc napaść na Platejczyków znajdujących się poza murami miasta, celem zebrania jeńców na wymianę. Platejczycy wysłali herolda, który przekazał, że Tebańczycy, którzy wtargnęli do miasta postąpili nieuczciwie, próbując zająć miasto w czasie pokoju. Zagrożono też, że jeśli Teby wyrządzą szkody poza miastem, dojdzie do zabicia jeńców; w wypadku wycofania wojsk tebańskich jeńcy mieli zostać wypuszczeni.
Tebańczycy później utrzymywali, że traktat o takiej treści został obustronnie zaprzysiężony, natomiast Platejczycy – że to były tylko wstępne rozmowy i do zaprzysiężenia nie doszło. Wojska beockie wycofały się, nie czyniąc szkód po drodze, do Platejów zaś ściągnięto ludzi ze wsi pod osłonę murów miejskich. Uniknąwszy możliwych szkód i mając pewność co do pomocy Aten, zabito wszystkich 180 jeńców, w tym liczącego się Eurymacha, wydając później ich ciała Tebańczykom.

## Następstwa

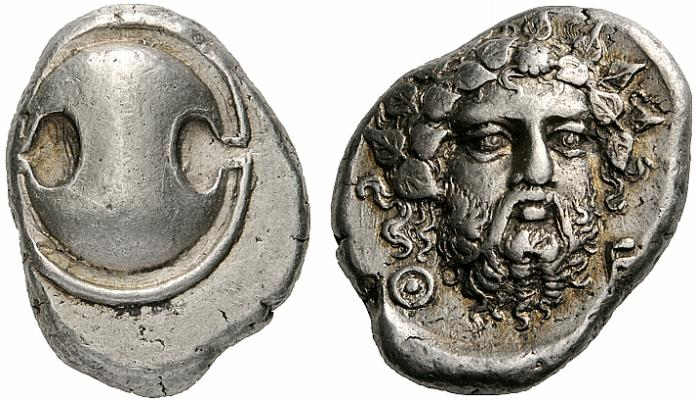
Stater beocki z wizerunkiem charakterystycznej tarczy tebańskiej

Natychmiast po wtargnięciu wojsk tebańskich Platejczycy wysłali posłańca do Aten. Drugiego posłano po zwycięstwie, lecz przed straceniem jeńców. Ateńczycy natychmiast pochwycili wszystkich Beotów przebywających w Attyce i posłali do Platejów herolda z upomnieniem dobrego traktowania jeńców tebańskich do czasu postanowienia, co w tej kwestii zrobią Ateny. Następnie wojska ateńskie wraz z zaopatrzeniem w postaci głównie zboża ruszyły do Platejów. W mieście pozostawiono część wojsk jako garnizon, a ludność nienadającą się do walki zabrano ze sobą do Aten. Wobec braku jeńców na wymianę pertraktacje były bezcelowe i zaistniała groźba wybuchu wojny.
Obie strony wskazywały drugą jako winowajcę. Plateje zwracały uwagę na wtargnięcie wojsk beockich mimo obowiązywania pokoju, zaś Teby podnosiły kwestię zaprzysiężenia umowy, zgodnie z którą jeńcy mieli powrócić żywi po opuszczeniu przez ich wojsko terytorium platejskiego. Sojusznicy obu stron uznali to za wystarczające powody do wszczęcia wojny. Najistotniejszą rolę w przygotowaniach odegrał z jednej strony Ateński Związek Morski, a z drugiej (tebańskiej) – Lacedemon. Szykując się do poważnego konfliktu obie strony usiłowały skłonić do pomocy wszystkich, którzy mogliby jej udzielić. Prócz nielicznych poleis neutralnych, posłowie próbowali zjednać też państwa barbarzyńskie oraz Persów.
Spartanie, których eforem był Ajnezjas, dla osłabienia dominacji ateńskiej na morzu wezwali swych zwolenników z Italii i Sycylii do budowy statków, których docelowo miało być pół tysiąca. Chociaż gromadzili fundusze na kampanię, w przypadku pojawienia się pojedynczego statku ateńskiego wolno było go wpuścić i handlować. Mieli zamiar uderzyć na Attykę i dlatego wezwali cały Peloponez i sprzymierzeńców do wyprawy poza granice kraju, pozostawiając w każdym mieście tylko trzecią część dostępnych sił. Wobec przewagi spartańskich sił lądowych, Ateny pod przewodnictwem archonta Pitodora usiłowały pozyskać dla sojuszu wyspy wokół Peloponezu, a zwłaszcza Korkyrę, Kefallenię, Akarnanię (część Epiru) i Dzakintos. W planie wojny istotne znaczenie przywiązywano do nagłych desantów z morza. Wynikła ze skutków incydentu wojna trwała 27 lat.
Tukidydes spisując na bieżąco wypadki wojny domowej, wydarzenia dotyczące incydentu platejskiego zawarł na początku II księgi Wojna peloponeska.